# Examen clinique de l'appareil digestif

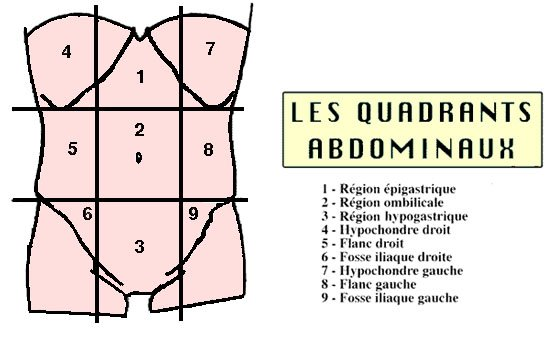
Division de l'abdomen en 9 parties.

L'examen de l'appareil digestif est en médecine une partie de l'examen clinique qui permet d'avoir une idée des problèmes gastro-entérologiques que peut avoir le patient.

## Les signes fonctionnels
On pourra demander au patient :
- la fréquence des selles, si elles sont molles, moulées, leur couleur (incolores, noires, voir méléna, rouge sang) ;
- s'il a des douleurs abdominales. On précisera toutes les caractéristiques de la douleur ;
- la présence de vomissements ou non.
- l'existence ou non d'un sentiment de nausée

## Les signes physiques

### Inspection
On inspectera la forme de l'abdomen.
On recherchera :
- un ictère ;
- un ou des angiomes stellaires ;
- une circulation veineuse collatérale ;
- une ou des cicatrices abdominales ;
- une respiration abdominale (pour éliminer la péritonite) ;
- une hernie abdominale (ombilicale, inguinale ou de la ligne blanche).

### Palpation
On palpera les neuf quadrants de l'abdomen en commencent par un endroit où le patient n'a pas de douleur (si celui-ci avait des douleurs abdominales), à la recherche de masse, d'une défense, d'une contracture, d'une hernie abdominale, etc. On n'omettra pas de palper également les fosses lombaires droite et gauche.
On recherchera le Signe du flot ainsi que le Signe du glaçon (ascite)
Une douleur abdominale pouvant être due à une torsion testiculaire, il faut donc rechercher celle-ci dans ce cas.
Un toucher rectal peut être effectué pour étendre le diagnostic.

### Percussion
Recherche d'une ascite (par la matité de l'abdomen).
Recherche d'une hépatomégalie.

### Auscultation
Recherche de bruits hydro-aériques et d'un souffle (dû, s'il est présent, à l'aorte abdominale).